# TRIUMF
TRIUMF(TRI-University Meson Facility)는 캐나다의 국립 입자 가속기 센터이다. 캐나다 최고의 물리학 실험실이라고 여겨지고, 국제적으로 아원자 물리학의 선도 연구 센터 중 하나로 평가된다. 대학교 협력단의 합작 사업으로 소유되고 작동되면서, TRIUMF는 그 대학교 중 하나, 바로 브리티시컬럼비아주의 밴쿠버에 위치한 브리티시컬럼비아 대학교의 남쪽 캠프에 위치해 있다. TRIUMF는 세계에서 가장 큰 사이클로트론을 보유하고 있으며 520 MeV의 양성자를 쓸 수 있다. 2010년에는 IEEE에서 마일스톤으로 지명받았다. TRIUMF의 가속기 중심 활동은 입자물리학, 핵물리학, 핵의학, 재료과학, 검출기와 가속기 개발 등에 걸쳐 있다.
500명 이상의 과학자, 기술자, 거래원, 사무직원, 박사후 연구진, 학생들이 TRIUMF에 있다. 이 실험실은 매년 1000명의 내국인 및 외국인 연구진들이 방문하고, 마지막 10년 동안 10억 달러의 경제적 효과를 만들어냈다.